# Administreringsväg
Administreringsväg är inom farmakologi det sätt på vilket ett läkemedel tillförs kroppen.

## Olika administreringsvägar

### Generellt
- Enteralt - via mag-tarmkanalen, till exempel oralt eller rektalt
- Parenteralt - på annat sätt än via mag-tarmkanalen, till exempel direkt i blodsystemet, på kroppens yta eller via andningsvägarna
- Lokalt eller topikalt - i/på en avgränsad del av kroppen, speciellt brukar avses på kroppens yta, såsom hud och slemhinnor

### Specifikt, munnen
- Buckalt - på insidan av kinden, mellan kind och tandkött
- Sublingualt - under tungan
- Oralt eller peroralt (per os) - i/genom munnen, termerna används ofta synonymt men ibland menas med oralt ett upptag direkt i munhålan och peroralt att läkemedlet sväljs

### Specifikt, huden
- Dermalt eller kutant - på huden
- Intradermalt eller intrakutant - i överhuden/huden
- Subkutant eller subdermalt - (direkt) under huden, i underhudsfettet
- Transdermalt, transkutant eller perkutant - genom huden, termerna används synonymt men ofta avses med transdermalt/transkutant ett spontant upptag genom huden från till exempel salva eller plåster medan perkutant kan avse injektion

### Specifikt, övrigt
- Inhalation eller inandning - via luftvägarna
- Intraarteriellt - i en artär
- Intraartikulärt - i en led
- Intraglutealt - i sätesmuskeln
- Intrakardiellt eller intrakardialt - i hjärtat
- Intralesionellt - direkt i en vävnadsskada
- Intralymfatiskt - i lymfsystemet eller lymfknutorna
- Intramuskulärt - i musklerna
- Intranasalt - i/genom näsan
- Intraosseöst - i benmärgen
- Intraperitonealt - i bukhinnehålan
- Intrauterint - i livmodern
- Intravaginalt - i slidan
- Intraventrikulärt - i hjärnventriklarna
- Intravenöst - i en ven
- Intravesikalt - i urinblåsan
- Rektalt - i/genom analöppningen
- Subkonjunktivalt - under ögats bindhinna

Viss överlappning av termernas betydelse förekommer.

## Relaterade begrepp

### Tillförselsätt
- Injektion - tillförsel med nål genom huden, till exempel intramuskulär injektion
- Infusion eller dropp - med nål genom huden, långsam tillförsel av större mängd vätska än vid injektion, till exempel intravenös infusion

### Effekt
- Systemisk effekt - läkemedlet ger effekt i hela eller stora delar av kroppen
- Lokal eller topikal effekt - läkemedlet ger effekt på den plats där det har tillförts